# تپه قورخ
تپهٔ قورخ مربوط به دوران‌های تاریخی پس از اسلام است و در شهرستان سقز، بخش مرکزی، روستای تموغه واقع شده و این اثر در تاریخ ۱۰ دی ۱۳۸۱ با شمارهٔ ثبت ۶۸۵۵ به‌عنوان یکی از آثار ملی ایران به ثبت رسیده است.